# Liste der Biografien/Mcv
Liste der Biografien |
Portal Biografien |
Personensuche
# |
A |
B |
C |
D |
E |
F |
G |
H |
I |
J |
K |
L |
M |
N |
O |
P |
Q |
R |
S |
T |
U |
V |
W |
X |
Y |
Z |
?
 
Ma |
Mb |
Mc |
Md |
Me |
Mf |
Mg |
Mh |
Mi |
Mj |
Mk |
Ml |
Mm |
Mn |
Mo |
Mp |
Mq |
Mr |
Ms |
Mt |
Mu |
Mv |
Mw |
Mx |
My |
Mz
 
Mca |
Mcb |
Mcc |
Mcd |
Mce |
Mcf |
Mcg |
Mch |
Mci |
Mcj |
Mck |
Mcl |
Mcm |
Mcn |
Mco |
Mcp |
Mcq |
Mcr |
Mcs |
Mct |
Mcu |
Mcv |
Mcw
Die Liste der Biografien führt alle Personen auf, die in der deutschsprachigen Wikipedia einen Artikel haben. Dieses ist eine Teilliste mit 30 Einträgen von Personen, deren Namen mit den Buchstaben „Mcv“ beginnt.

## Mcv

### Mcva
- McVaugh, Michael R. (* 1938), US-amerikanischer Wissenschaftshistoriker
- McVay, Hugh (1766–1851), US-amerikanischer Politiker und Gouverneur
- McVay, James, Filmkomponist
- McVay, Kenneth (* 1940), US-amerikanisch-kanadischer Website-Betreiber und Aktivist zum Thema Holocaustleugnung
- McVay, Sean (* 1986), US-amerikanischer American-Football-Trainer
- McVay, Swifty (* 1976), US-amerikanischer Rapper und Mitglied der Detroiter Hip-Hop-Crew D12

### Mcve
- McVea, Jack (1914–2000), US-amerikanischer Jazz- und Bluesmusiker
- McVeagh, Eve (1919–1997), US-amerikanische Schauspielerin
- McVean, Charles (1802–1848), US-amerikanischer Jurist und Politiker
- McVean, Katie (* 1986), neuseeländische Springreiterin
- McVean, Malcolm (1871–1907), schottischer Fußballspieler
- McVeigh, Niall (* 1990), irischer Badmintonspieler
- McVeigh, Timothy (1968–2001), US-amerikanischer TerroristTimothy McVeigh (1968–2001)

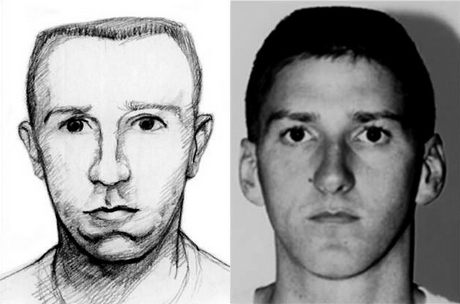
Timothy McVeigh (1968–2001)

- McVey, Bob (* 1936), US-amerikanischer Eishockeyspieler
- McVey, Ed, britischer Schauspieler
- McVey, Esther (* 1967), britische Politikerin
- McVey, Kathleen (* 1944), US-amerikanische Theologin
- McVey, Sam (1884–1921), US-amerikanischer Boxer
- McVey, Walter Lewis (1922–2014), US-amerikanischer Politiker
- McVey, Ward (1900–1967), kanadischer Eishockey-, Canadian-Football- und Baseballspieler
- McVey, William E. (1885–1958), US-amerikanischer Politiker

### Mcvi
- McVicar, Daniel (* 1958), US-amerikanischer Schauspieler und Regisseur
- McVicar, David (* 1966), schottischer Opernregisseur
- McVicar, Rob (* 1982), kanadischer Eishockeytorwart
- McVicker, Roy H. (1924–1973), US-amerikanischer Politiker
- McVie, Christine (1943–2022), britische Musikerin, Sängerin und Songschreiberin; Mitglied von Fleetwood MacChristine McVie (1943–2022)

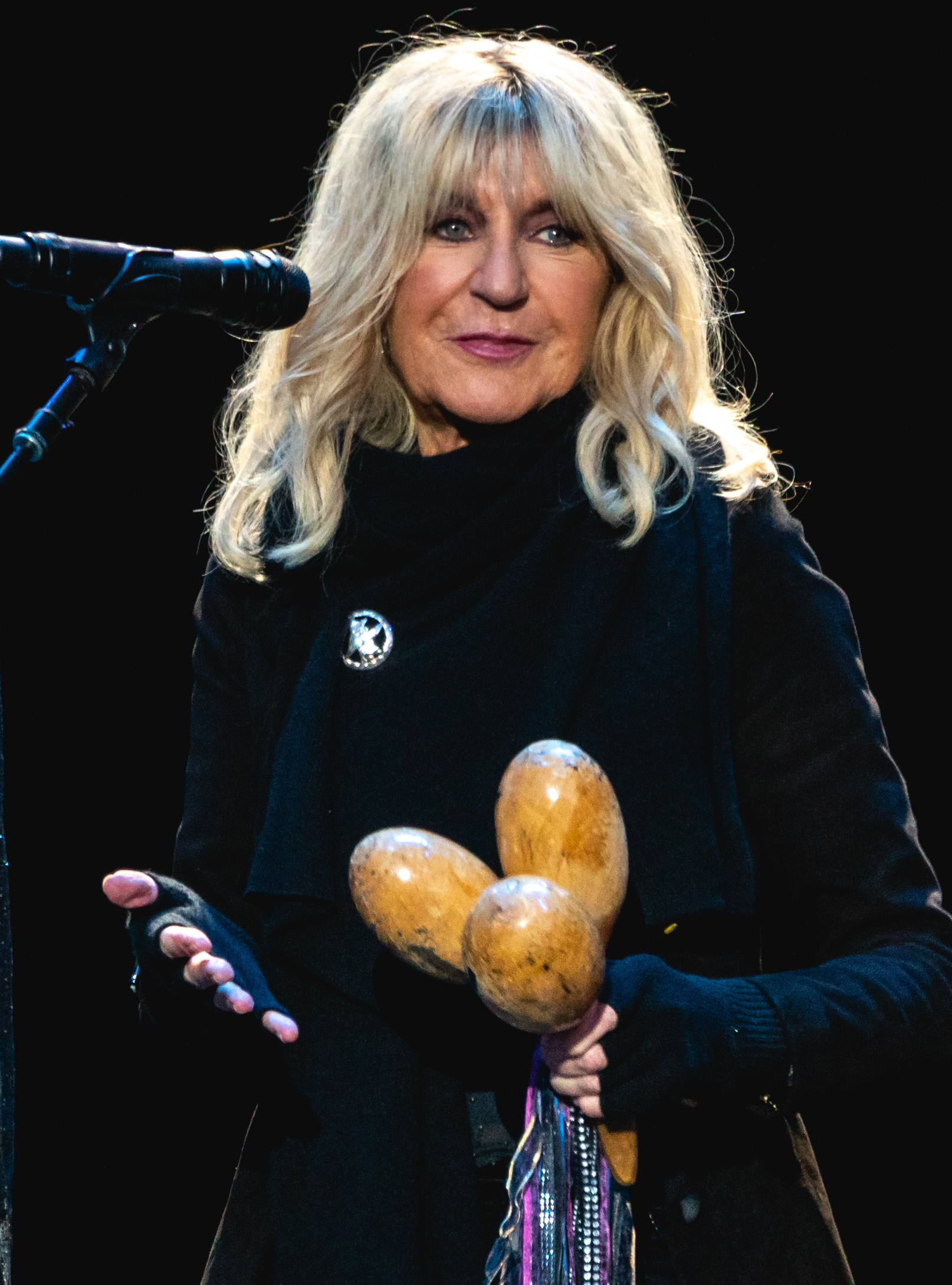
Christine McVie (1943–2022)

- McVie, John (* 1945), britischer Bassist
- McVilly, Graham (1958–2002), australischer Radrennfahrer
- McVinney, Russell Joseph (1898–1971), US-amerikanischer Geistlicher, römisch-katholischer Bischof von Providence
- McVittie, George (1904–1988), britischer Kosmologe